# Fuchsfarm
Fuchsfarm ist ein Weiler, der zur Stadt Lohmar im Rhein-Sieg-Kreis in Nordrhein-Westfalen gehört.

## Geographie
Die Ortschaft Fuchsfarm liegt im südwestlichen Lohmar. Umliegende Ortschaften und Weiler sind Donrath im Norden und Nordosten, Weegen im Nordosten, Geber und Gebermühle im etwas entfernteren Osten, Algert und Lohmarhohn im entfernteren Südosten, Lohmar-Ort im Süden, Südwesten, Westen und Nordwesten sowie Donrath im Nordwesten.
Südlich von Fuchsfarm verläuft der Jabach, ein orographisch linker Nebenfluss der Agger.

## Geschichte
Bis 1969 gehörte Fuchsfarm zu der bis dahin eigenständigen Gemeinde Inger.

## Infrastruktur
Fuchsfarm liegt in unmittelbarer Nähe zum Schulzentrum „Lohmarer Dreieck“, wozu das städtische Gymnasium und die Realschule gehören, der „Jabachhalle“, dem neuen Lohmarer Kunstrasenplatz, sowie dem Stadion mit Rasenplatz.

## Verkehr
- Fuchsfarm liegt an der Bundesstraße 507.